# Talko

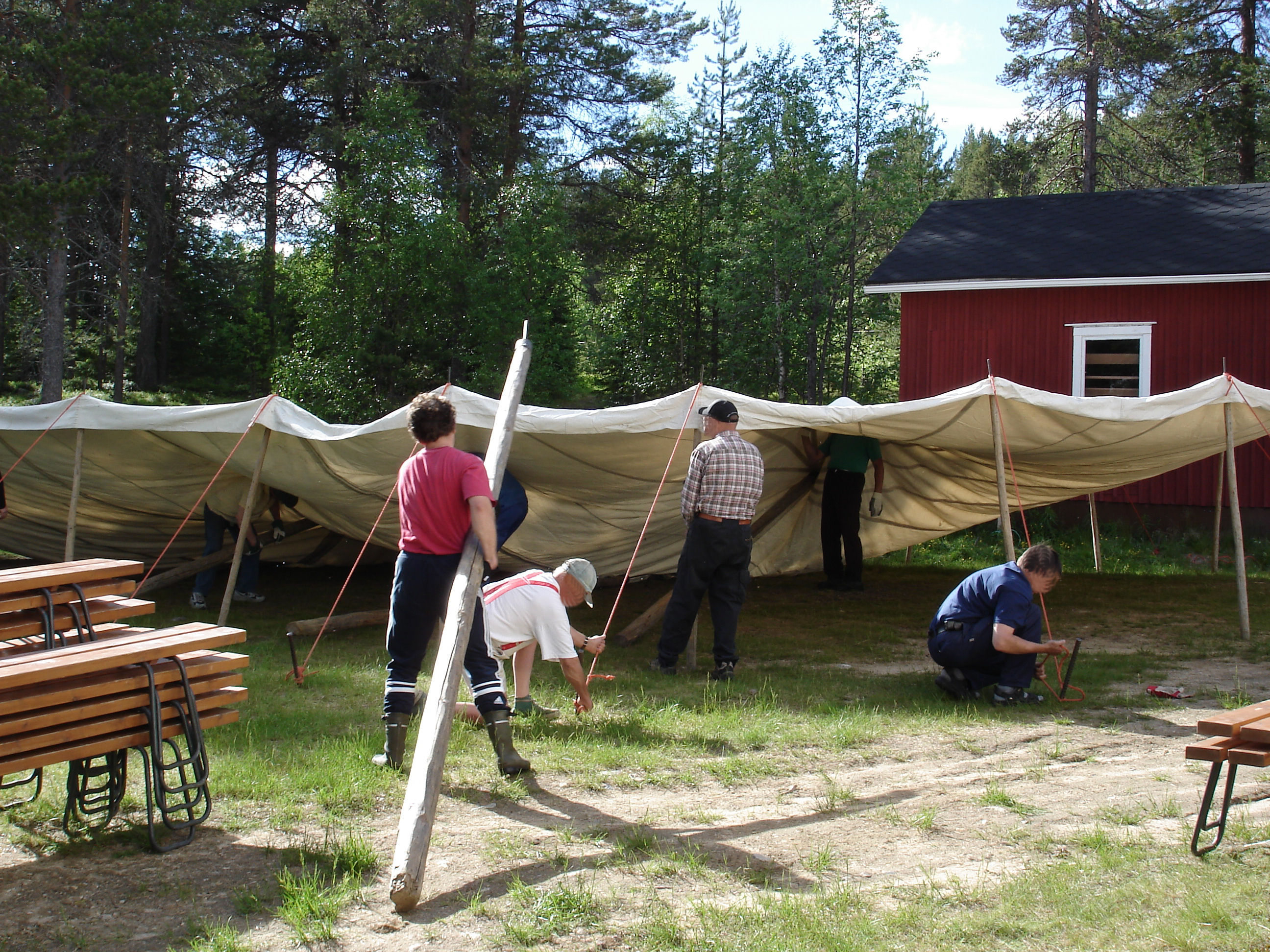
Tältresning för midsommarfirande i Ylimuonio i finländska Lappland

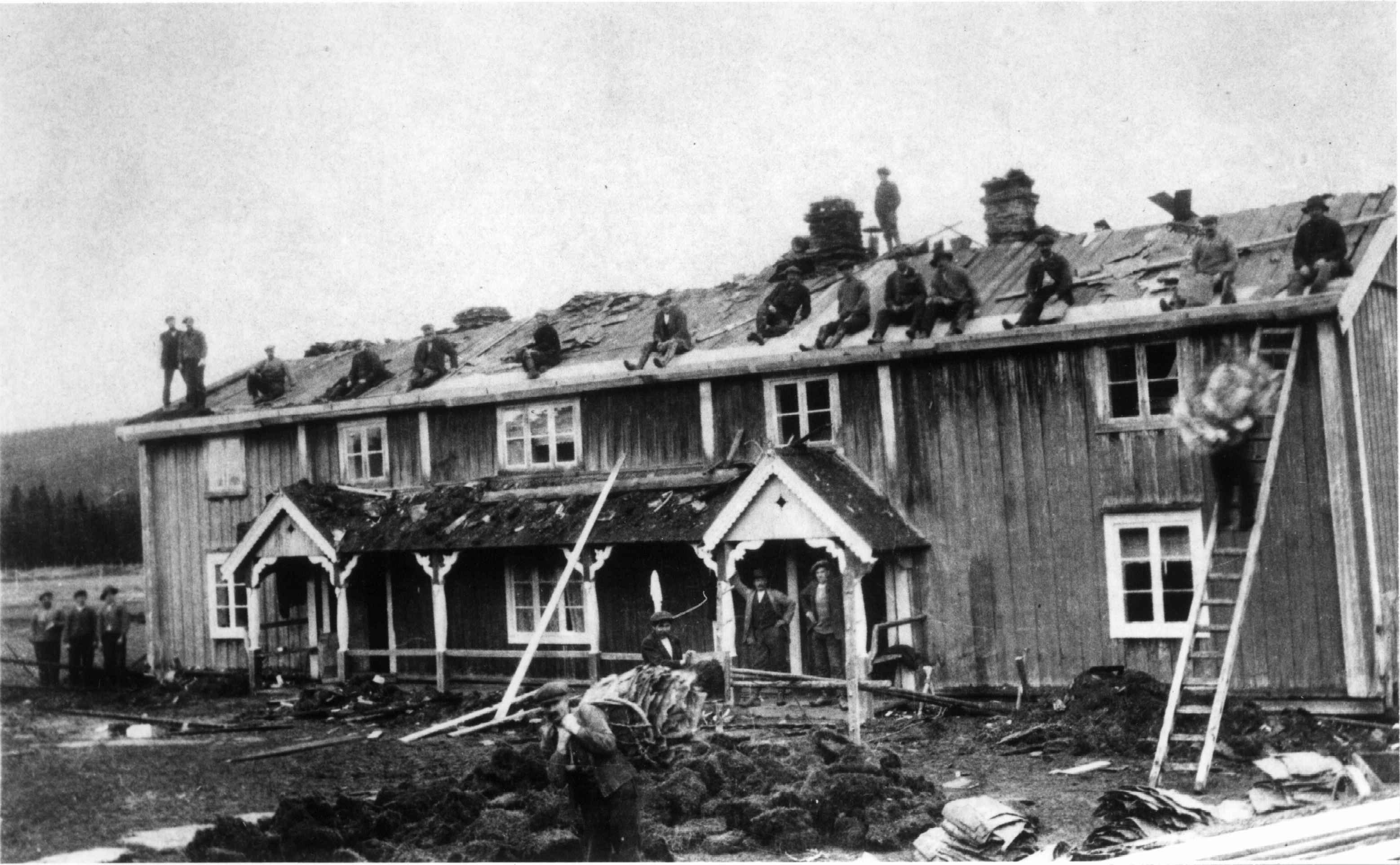
Taktäckningsdugnad i Aune i Tydal i Norge omkring 1915

Talko, dugnad eller ating är frivilligt arbete som görs av en gemenskap. Ordet talko är finlandssvenskt, dugnad kommer från norska språket, medan ating är gotländska.
Talko kan handla om allt från att bygga en bystuga till att turvis sköta gårdsplanen åt en sjuk granne. Till begreppet hör att talko görs i någon mening kollektivt, oftast tillsammans i en större grupp och under en begränsad tid. Som tack brukar talkovärden bjuda på mat och dryck efter avslutat arbete.
I Norge görs dugnader ofta i regi av föreningar. Bostadsrättsföreningar kan arrangera dugnader för att vårstäda sin uteareal, och inom idrottsrörelsen görs dugnader för att underhålla anläggningar och inte minst för att skaffa pengar till verksamheten. Norska Wikipedia omtalar vidare sig själv som ett dugnadsprojekt.

## Etymologi
Ordet talko härstammar sannolikt via finskan från det ryska ordet "toloka" med samma betydelse. I finskan används ordet i plural, i formen talkoot. Ordet finns också på meänkieli.
Rikssvenskan har det från norska, ursprungligen fornnordiskans "dugnaðr" (hjälp), hämtade ordet "dugnad" – någon gång "dugning". Det används vardagligt i Sverige med samma betydelse. Även ordet "arbetsgille" har förekommit på rikssvenska.
Det gotländska ordet ating har samma innebörd.
Motsatsen till dugnad/talko/ating i bondesamhället var förning, som var en tillställning då inget arbete utfördes, och där de deltagande medförde mat till ett gemensamt bord motsvarande det nutida knytkalaset.